# La Villetelle
La Villetelle ist eine Gemeinde in Frankreich. Sie gehört zur Region Nouvelle-Aquitaine, zum Département Creuse, zum Arrondissement Aubusson und zum Kanton Auzances.
Die Gemeinde grenzt im Norden an Lupersat, im Osten an Mautes, im Südosten an Saint-Oradoux-près-Crocq, im Süden an Saint-Pardoux-d’Arnet, im Westen an Saint-Avit-de-Tardes und im Nordwesten an Saint-Silvain-Bellegarde. Die vormalige Route nationale 141 und heutige Départementsstraße 941 führt über La Villetelle.

## Bevölkerungsentwicklung
| Jahr      | 1962 | 1968 | 1975 | 1982 | 1990 | 1999 | 2008 | 2012 |
| --------- | ---- | ---- | ---- | ---- | ---- | ---- | ---- | ---- |
| Einwohner | 295  | 265  | 224  | 193  | 188  | 171  | 160  | 168  |

## Sehenswürdigkeiten

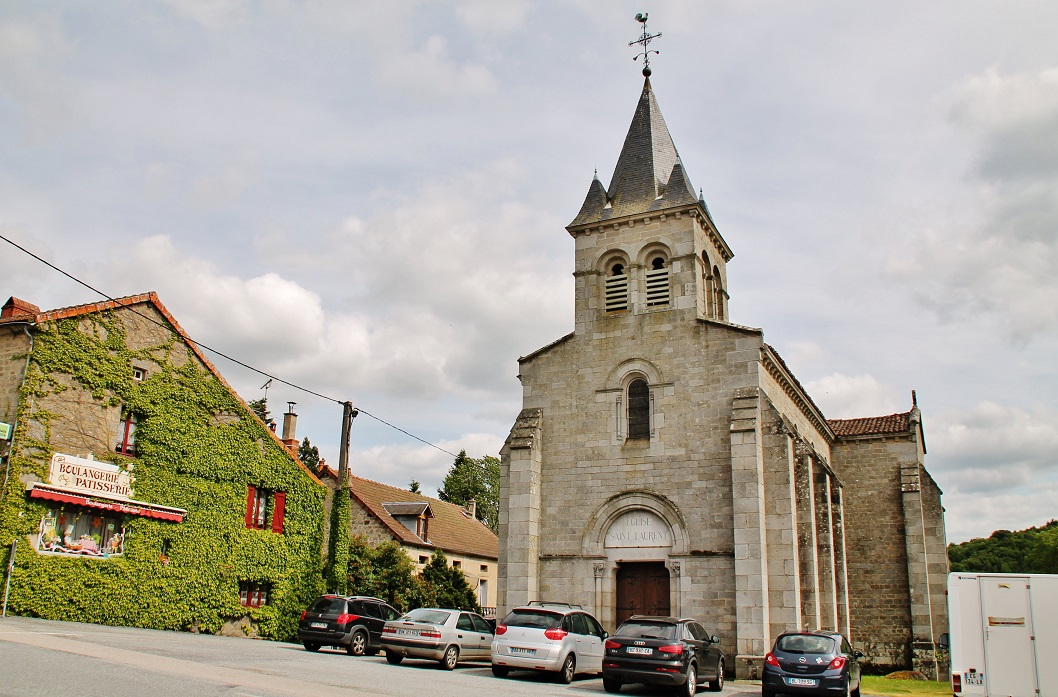
Kirche Saint-Laurent

- Kirche Saint-Laurent